# ’Matšepo Ramakoae
’Matšepo Ramakoae (* 3. März 1954; auch ’Matšepo Molise-Ramakoae, geboren als ’Matšepo Molise) ist eine lesothische Politikerin der All Basotho Convention (ABC). Seit Mai 2020 ist sie Außenministerin des Landes.

## Leben
Ramakoae wuchs in Morija auf. Ihr Vater James Koko Molise war bis zu einer schweren Verletzung Bergmann in Südafrika, ihre Mutter ’Mamolise Molise Hausangestellte bei französischen Missionaren und Bäuerin. ’Matšepo Molise war das zweite von neun Kindern. Bald nach ihrem Schulabschluss an der Lesotho High School in Maseru heiratete sie, nahm den Familiennamen ihres Mannes an und bekam die Tochter Motselisi Ramakoae. 
Sie begann ihre berufliche Laufbahn als Bürokraft im öffentlichen Dienst. Sie erwarb einen Abschluss in Buchhaltung und besuchte im Anschluss die National University of Lesotho, die sie 1981 mit einem Bachelor of Commerce abschloss. Fortan war sie im Büro des Premierministers angestellt. In dieser Zeit besuchte sie Management-Kurse unter anderem im Vereinigten Königreich und Schweden. 1991 begann sie ein Masterstudium in Policy Analysis in den Niederlanden. Etwa in dieser Zeit trennte sie sich von ihrem Ehemann. Nach ihrer Rückkehr erhielt sie einen Arbeitsplatz im Amt des Auditor General, wo sie in der Abteilung für Leistungsprüfung wirkte. 1999 begann sie, im neugegründeten Verteidigungsministerium als Principal Secretary zu arbeiten. Dort war sie vor allem für das Budget verantwortlich. Bis 2007 hatte sie weitere Posten in Behörden und Ministerien, unter anderem bei der Polizei, erneut als Principal Secretary im Kommunikationsministerium und als Protokollchefin im Außenministerium.
2006 trat sie der neugegründeten All Basotho Convention bei. Sie verließ den öffentlichen Dienst und kandidierte im Wahlkreis Matsieng, der auch ein Sitz der Königsfamilie ist, verlor jedoch bei der Wahl 2007 gegen den Kandidaten des Lesotho Congress for Democracy. Sie begann, als Landwirtin zu arbeiten und unterhielt einen Catering-Service. Politisch war sie auf Graswurzel-Ebene tätig. Zur Wahl 2012 kandidierte sie erneut im Wahlkreis Matsieng, gewann diesmal und erhielt so ein Mandat in der Nationalversammlung. Sie wurde Deputy Minister of Finance im Kabinett Thabane I, das von ihrem Parteifreund Thomas Thabane geführt wurde. Mit der Abwahl der Regierung im Februar 2015 verlor sie das Amt und auch ihr Mandat, das sie jedoch bei der Wahl 2017 zurückgewann. Sie leitete fortan den Parlamentsausschuss für Frauenfragen. Anfang 2020 wurde sie neben mehreren anderen Bewerbern als Kandidatin mit Außenseiterchancen für die Nachfolge von Premierminister Thabane gehandelt, unterlag aber parteiintern Moeketsi Majoro.
Am 21. Mai 2020 wurde sie Außenministerin (Minister of Foreign Affairs and International Relations) im Kabinett Majoro. Damit ist sie die erste lesothische Frau in diesem Amt.